# Hirschegg, Vorarlberg

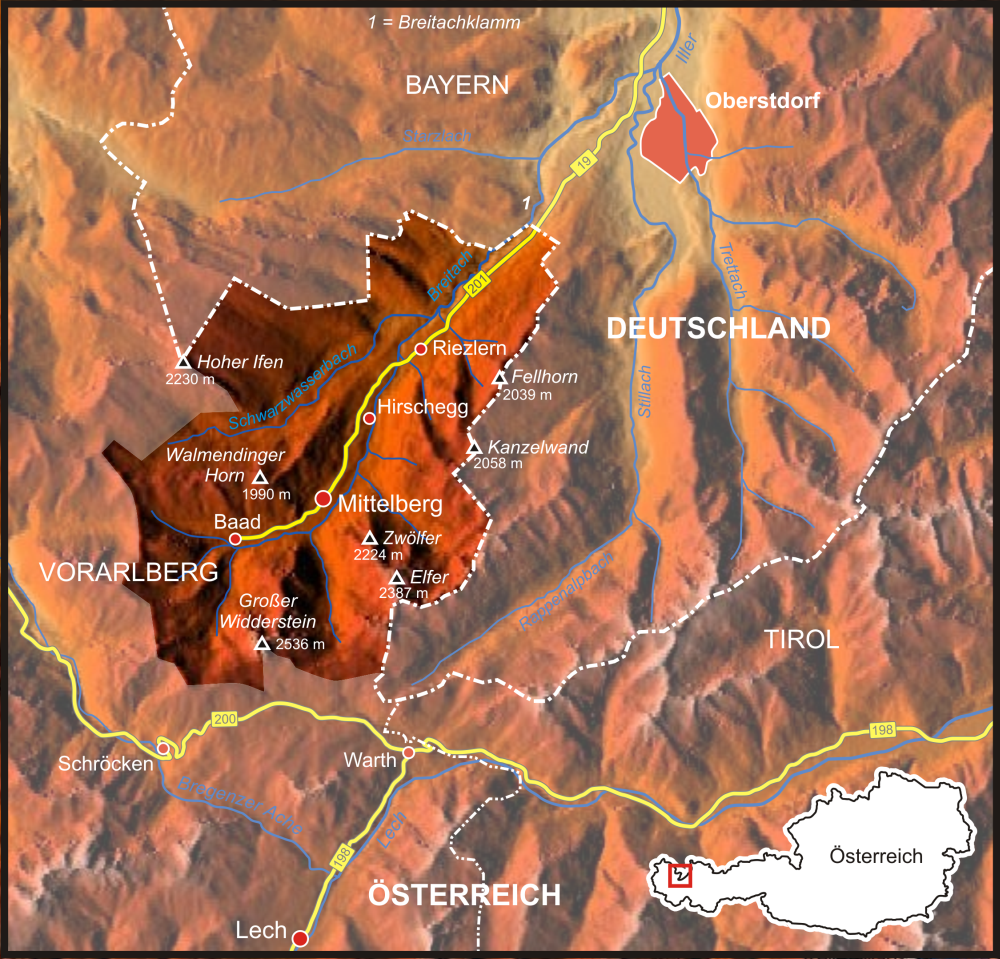
Karta.

Hirschegg är ett samhälle i dalen Kleinwalsertal i kommunen Mittelberg i förbundslandet Vorarlberg i västra Österrike nära gränsen till Tyskland. Hirschegg har 1405 invånare 1 januari 2024).

## Galleri

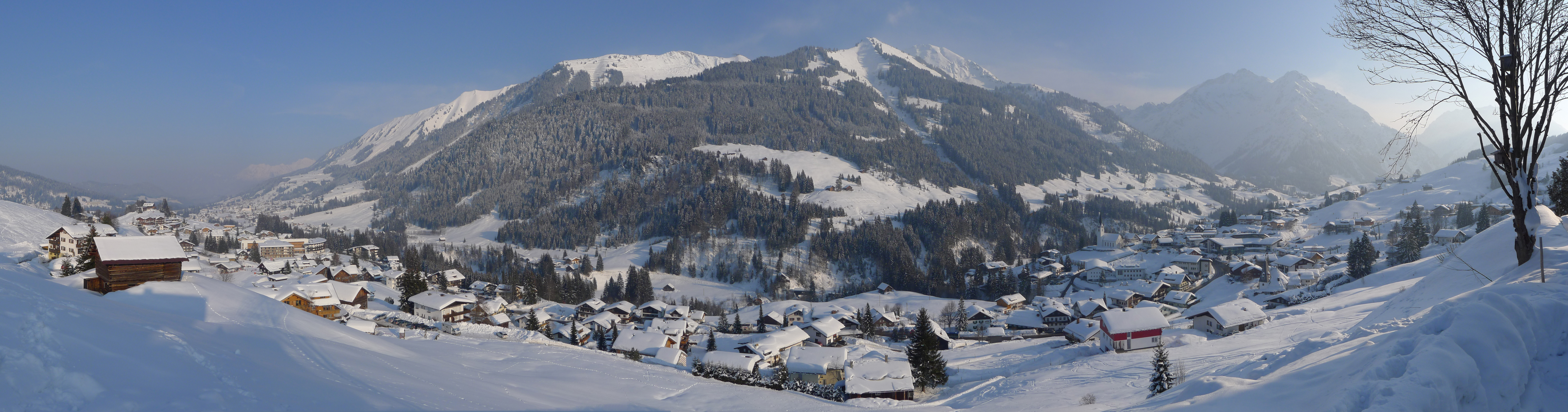
Hirschegg, 2012.
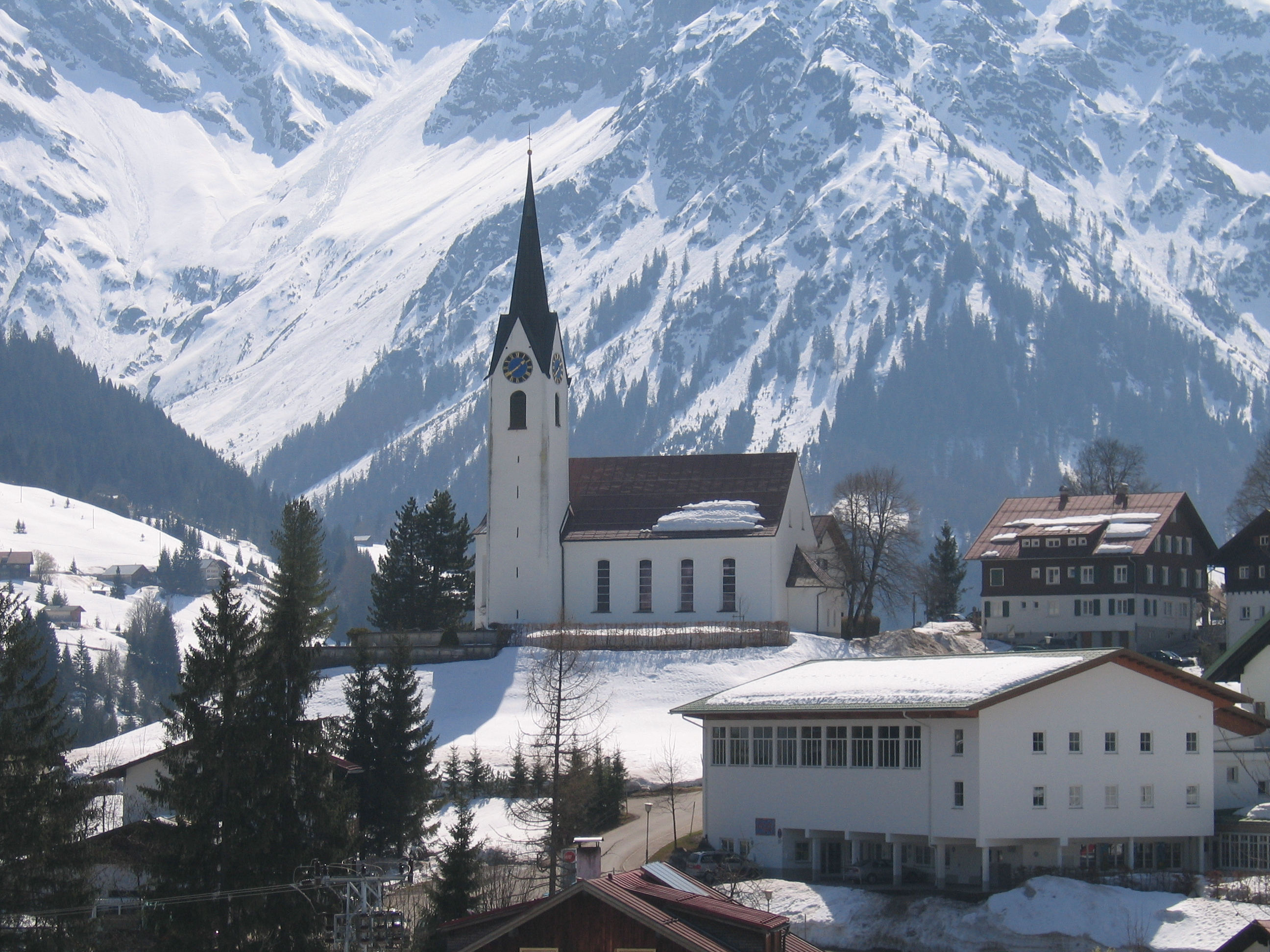
Katolsk kyrka (Pfarrkirche Heilige Anna, 2009.)
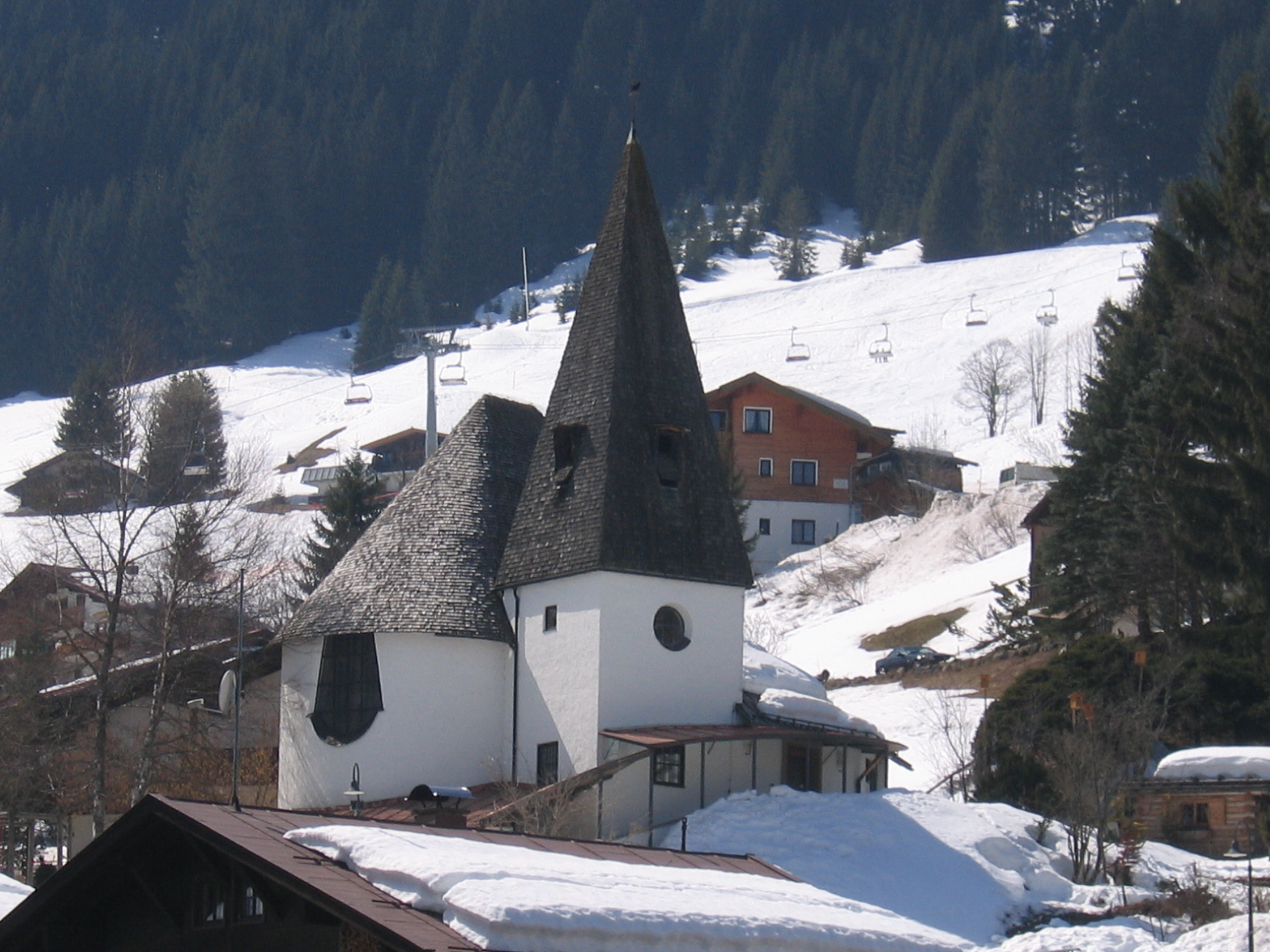
Evangelisk kyrka (Kreuzkirche Hirschegg, 2009.)
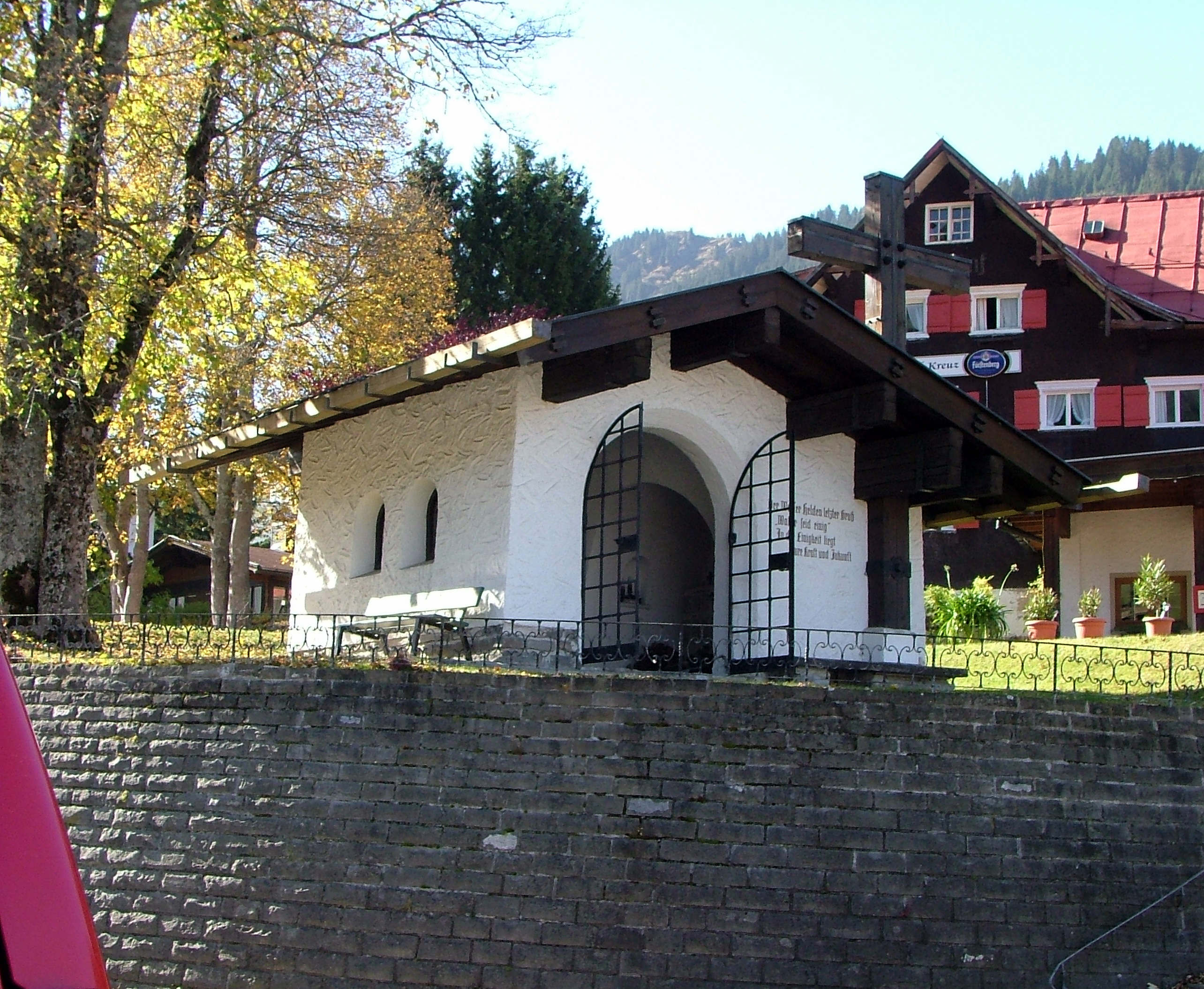
Gedächtniskapelle, 2012.
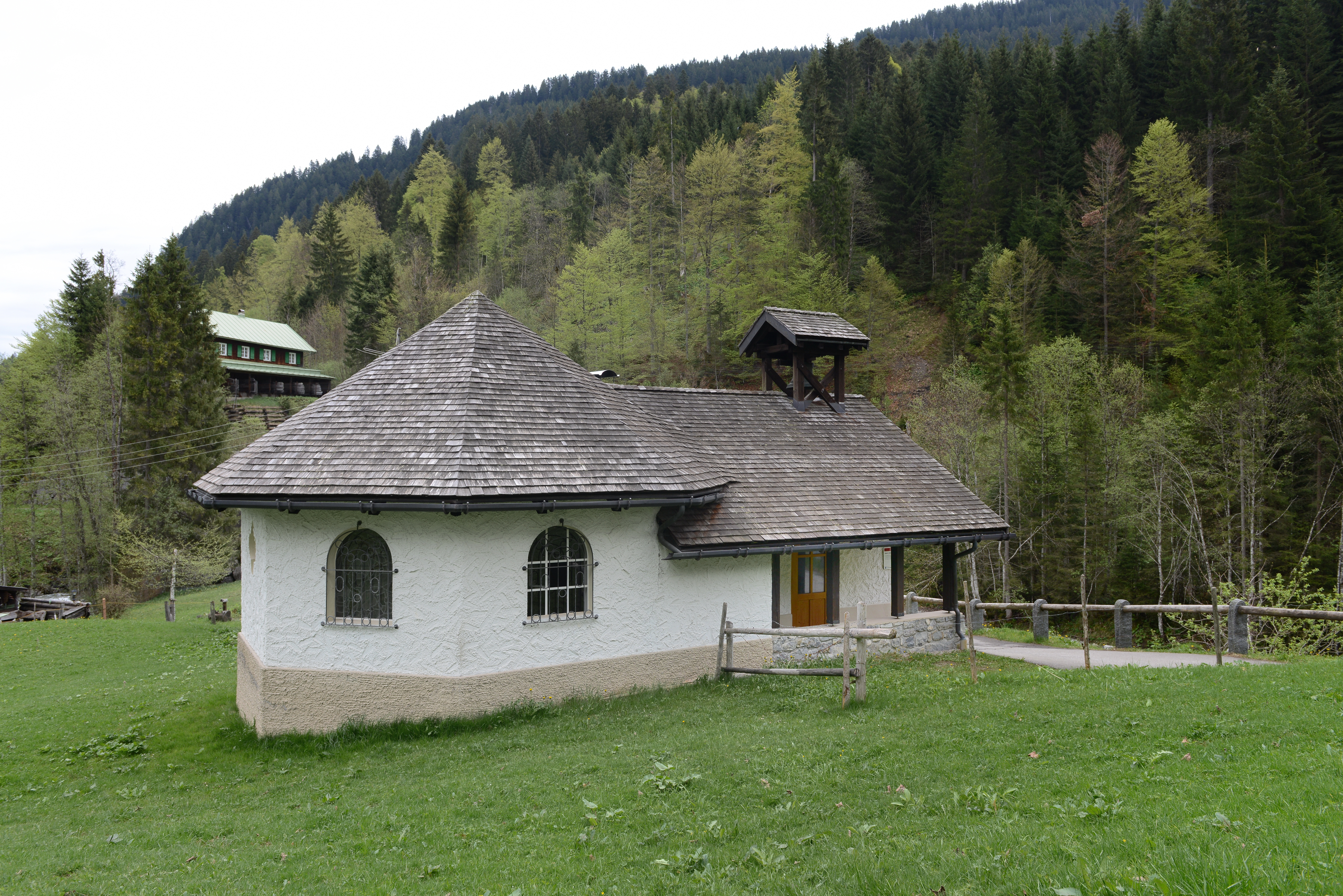
Leidtobelkapelle Maria Hilf, 2014.
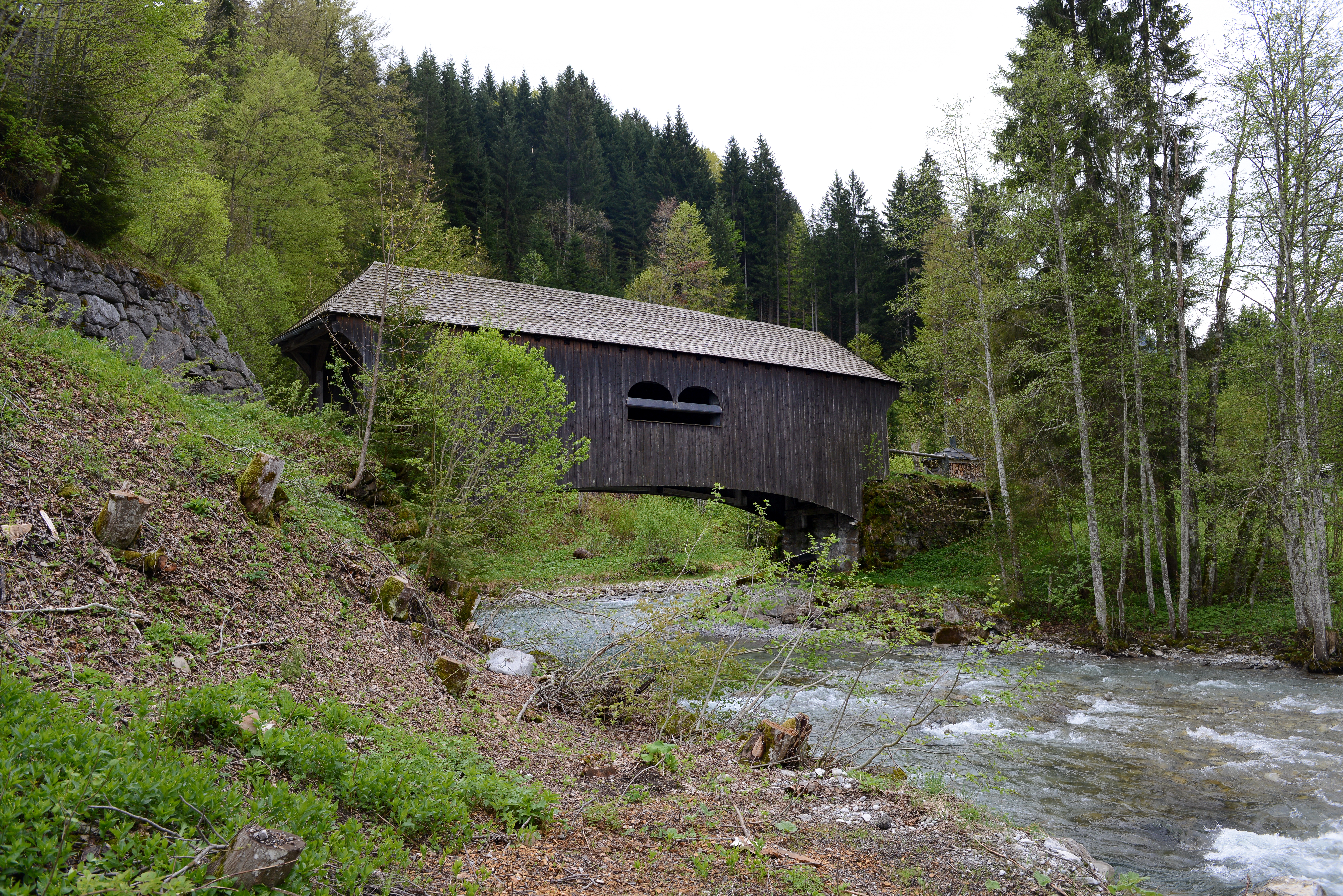
Träbro (Leidtobelbrücke, 2014.)